# Przeczno (województwo kujawsko-pomorskie)
Przeczno – wieś w Polsce położona w województwie kujawsko-pomorskim, w powiecie toruńskim, w gminie Łubianka.
W latach 1975–1998 miejscowość położona była w województwie toruńskim. Według Narodowego Spisu Powszechnego (III 2011 r.) liczyła 276 mieszkańców. Jest ósmą co do wielkości miejscowością gminy Łubianka.

## Historia
Badania archeologiczne potwierdzają zamieszkanie terenów wokół Przeczna już 2-3 tys. lat p.n.e. Najstarszy zachowany dokument, w którym pojawia się nazwa wioski, pochodzi z roku 1251; użyto w nim nazwy Hiesmoot. W roku 1570 używano nazwy Przesmno. Zachowały się ślady zniszczenia przez Prusów gródka w Przecznie, podobnie jak i zamku bierzgłowskiego w roku 1266. Obwarowania wzmocniono i już w oblężeniu w roku 1277 Przeczno nie zostało zdobyte.
W tym okresie rozpoczęto budowę kamiennego kościoła w Przecznie. Brak prac archeologicznych w samym kościele uniemożliwia określenie dokładniejszych dat związanych z budową. Podczas ostatnich prac okazało się, że większość zachowanej więźby dachowej pochodzi z drzew ściętych w roku 1280.

## Zabytki
- Gotycki kościół gotycki parafialny pw. Podwyższenia Krzyża Świętego z przełomu XIII/XIV w., ukończony około 1300 r. Jednonawowy z trójbocznie zamkniętym prezbiterium i wieżą od zachodu. Wyposażenie wnętrza barokowe. Ołtarz główny z około 1700 r., z manierystycznym obrazem Ukrzyżowania z przełomu XVI/XVII w. Ołtarze boczne z około 1700 r., Chór muzyczny z połowy XVII w., na nim późnobarokowe organy z końca XVII w. Ława kolatorska i konfesjonały z 2. połowy XVII w., feretrony z XVIII-XIX w.
- Kapliczka św. Rozalii znajdująca się w lesie na zachód od drogi Toruń – Chełmno. Wewnątrz kapliczki znajduje się, widoczny przez przebite otwory – pień drzewa. Z kapliczką związana jest legenda dotycząca epidemii cholery, która nawiedziła Przeczno w 1735 r. Z mieszkańców tej wioski ocalał tylko jeden człowiek – Józef Szmania. Dochodząc do zdrowia szukał w okolicy wody. Tak trafił do lasu, gdzie opadł z sił. Wówczas ukazała mu się święta Rozalia, wskazując miejsce, gdzie znajduje się źródełko. Poleciła również, aby na pniu dębu wyciąć jej oblicze. Faktem jest, że jako jedyny przeżył epidemię, zaś według archiwów i przekazów ustnych choroba już więcej nie nawiedziła Przeczna, mimo że w sąsiednich wioskach pochłaniała liczne ofiary. Mieszkańcy Przeczna przypisywali ten fakt wstawiennictwu i opiece św. Rozalii (która wspólnie ze św. Rochem była patronką wzywaną w czasie epidemii). Powszechnie czerpano cudowną wodę ze źródła. W 2. połowie XIX wieku obmurowano pień dębu w formie kapliczki w której znalazły się figury św. Rozalii i św. Rocha. W 1905 r. kapliczka staraniem proboszcza Lisińskiego z Biskupic i mieszkańców została odnowiona. W latach 30. XX wieku parafialny oddział Akcji Katolickiej ożywił kult św. Rozalii, organizując przy niej odpusty parafialne. Zniszczona w czasie II wojny światowej kapliczka została odbudowana w 1979 r. Nowa figura św. Rozalii i ożywienie kultu, zwłaszcza w dniu jej święta 4 września, nastąpiło w ostatnich 15 latach. Obecnie miejsce to jest odwiedzane przez mieszkańców Przeczna i okolic.

## Galeria

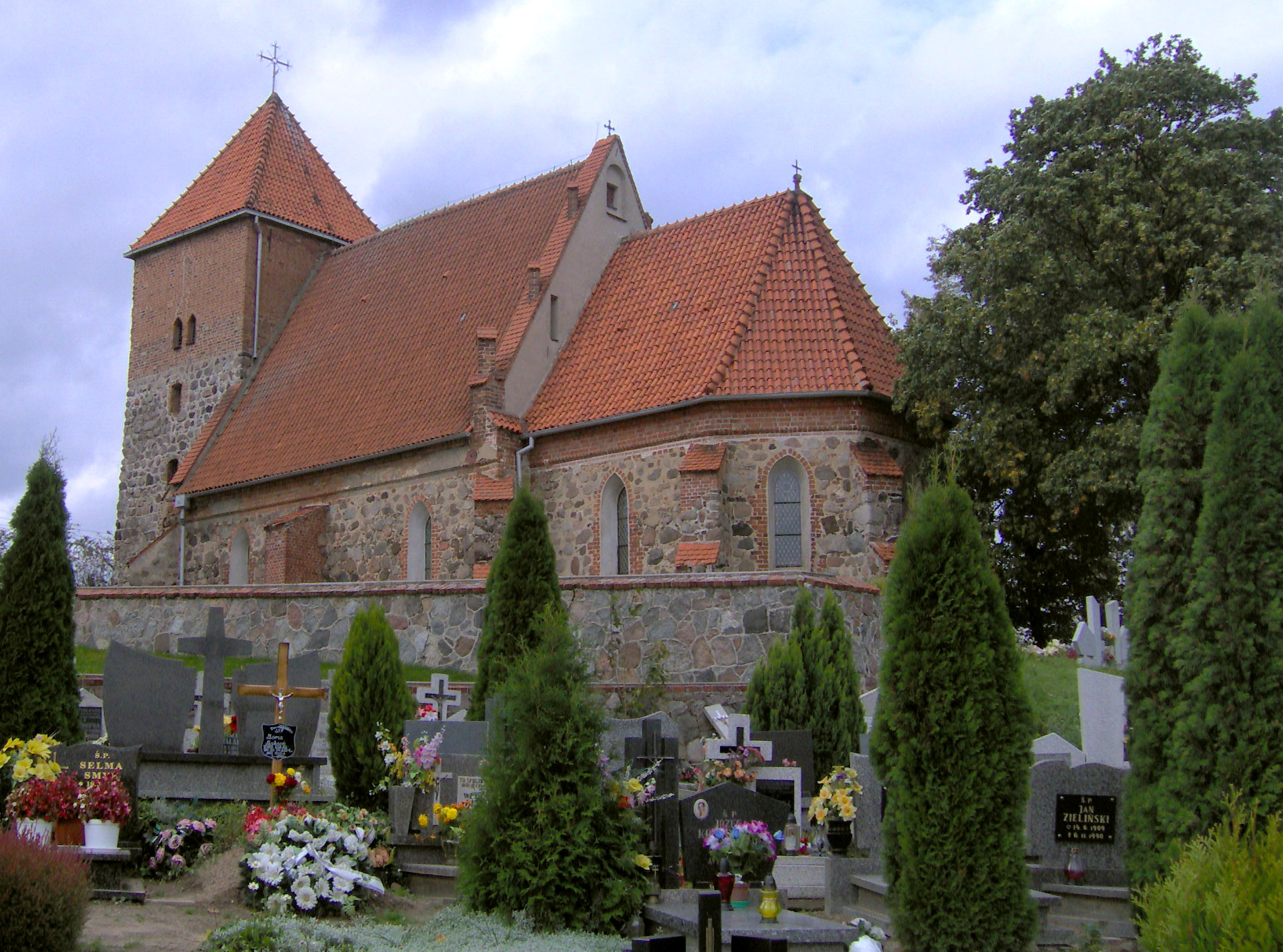
Kościół pw. Podwyższenia Krzyża Świętego
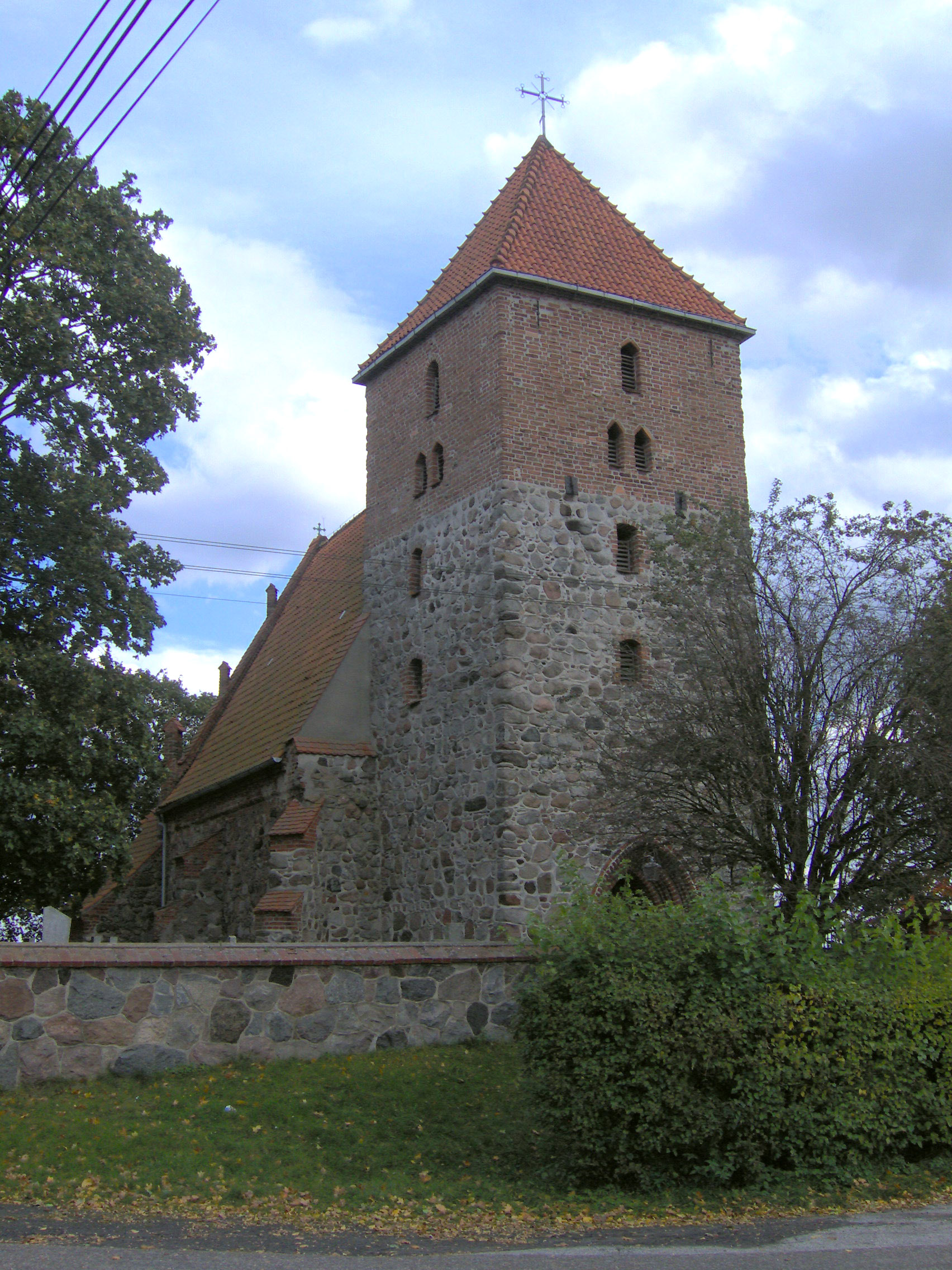
Kościół pw. Podwyższenia Krzyża Świętego
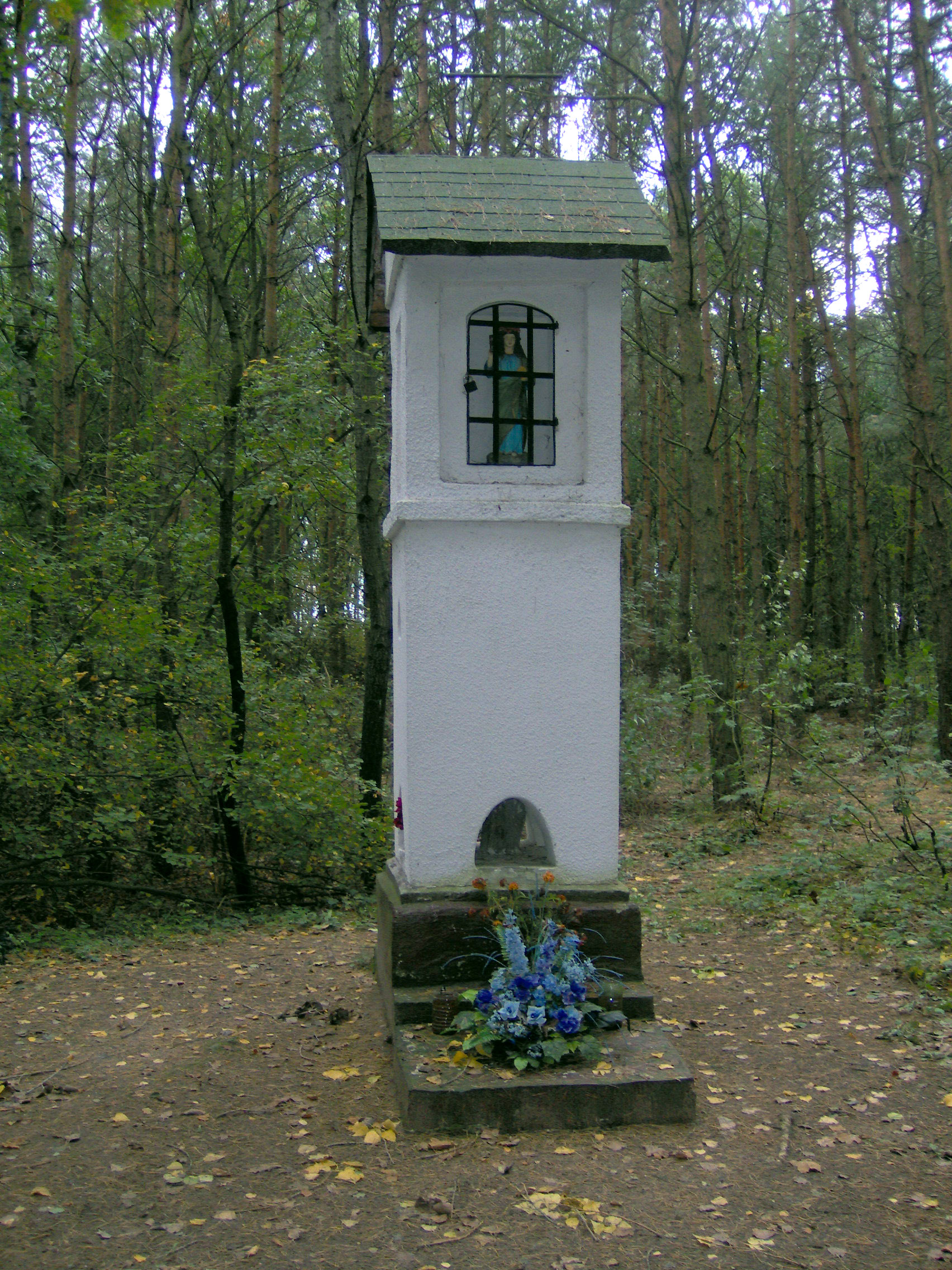
Kapliczka św. Rozalii